# Deserters Island
Deserters Island är en ö i Kanada.   Den ligger i ögruppen Deserters Group  Regional District of Mount Waddington och provinsen British Columbia, i den sydvästra delen av landet, 3 800 km väster om huvudstaden Ottawa. Arean är 3,0 kvadratkilometer.
Terrängen på Deserters Island är platt. Öns högsta punkt är 96 meter över havet. Den sträcker sig 2,4 kilometer i nord-sydlig riktning, och 3,2 kilometer i öst-västlig riktning.